# Santiago Laollaga
Santiago Laollaga är en kommun i Mexiko.   Den ligger i delstaten Oaxaca, i den sydöstra delen av landet, 500 km sydost om huvudstaden Mexico City.
Följande samhällen finns i Santiago Laollaga:
- Guichixú